# Hjalmar Hoekema
Hjalmar Hoekema (16 novembre 1965) è un ex giocatore di calcio a 5 olandese.

## Carriera
Come massimo riconoscimento in carriera vanta la partecipazione, con la Nazionale maschile di calcio a 5 dei Paesi Bassi, a due edizioni della Coppa del Mondo: nel 1992 ad Hong Kong e nel 1996 in Spagna, in tutte e due le occasioni l'Olanda è approdata al secondo turno ma non ha guadagnato le semifinali. A livello continentale, Hoekema ha partecipato alla prima edizione del campionato europeo, concluso dai tulipani nella fase a gironi.